# 牛欣欣
牛欣欣（2003年7月2日—），本名牛嘉欣，中华人民共和国童星。生于河南夏邑縣李黑樓村。

## 簡歷
2003年出生于河南夏邑縣李黑樓村一個普通農民家庭，3岁念幼儿园时被发掘，同年登台演出豫剧，4岁参加河南卫视《梨园春》戏迷擂台赛，成为银奖得主。
2009年7月，签约梦乐园，同年12月15日，发行了个人专辑，首月销量达二十万。
2014年5月31日，参加儿童大型歌唱类节目《中国新声代2》，加入汪东城老师班级。
牛欣欣曾荣获第12届中国戏曲小梅花“十佳金奖”；第2届“和平杯”中国京剧小票友邀请赛“十小名票”，第四届“擂响中国”戏迷擂台赛银奖得主；央视“非常6+1”“非常明星”。
2014年7月考进北京中国戏曲学院附属中等戏曲学校表演科。
2020年7月考进上海戏剧学院表演系本科。

## 作品

### 原唱作品
- 01 梦的主场 (2015)
- 02 极速蜕变 (2015)
- 03 See you later (2012)
- 04 舞公主 (2012)
- 05 吃葡萄不吐葡萄皮 (2012)
- 06 天使在唱歌
- 07 爽歪歪
- 08 舞动奇迹
- 09 魔幻水晶
- 10 快乐梦游
- 11 学校乐园
- 12 彩虹棒棒糖
- 13 不做井底之蛙
- 14 Sunny baby
- 15 百变小公主

### 音乐专辑
- 《恭喜恭喜》
- 《童星联盟红霸天下》
- 《童星联盟贺新春》
- 《百变小公主》

### 影视作品
- 《新年真好》 饰演女主角
- 《丑角爸爸》 饰演幼年赵小萍
- 《大爱人间》 饰演小主角
- 微电影《門神》 饰演女主角
- 金水区艺术小学微电影《小艺的一天》 演出及全片配音

### 戏曲作品
- 《牛欣欣马派选秀《花打朝》《穆桂英挂帅》》
- 《丑角爸爸》饰演幼年赵小萍
- 《大爱人间》饰演小主角
- 微电影《門神》饰演女主角
- 金水区艺术小学微电影《小艺的一天》演出及全片配音

## 代言
- 贝贝童健康童鞋代言人
- 《梨园春》少儿擂台赛形象代言
- 励志童声2011全国童歌大赛形象大使